# زادنبیه (شهرستان پیاسچنو)
زادنبیه (به لهستانی:  Zadębie) یک روستا در لهستان است که در گمینا پراژموو واقع شده‌است. زادنبیه ۱۱۰ نفر جمعیت دارد.